# Beatmaker
Un beatmaker és un compositor de peces instrumentals per a música rap o R&B contemporani.

## Història
Un beatmaker és un "fabricant de sons", un productor que compon ritmes (beats, en l'àmbit del hip-hop). En principi, la majoria de grups de rap tenen el seu propi beatmaker, el qual també pot produir beats per a altres grups.
Amb l'eclosió del rap a la dècada de 1990, el seu estatus millorà dintre del món de la música i també la seva remuneració. El desenvolupament d'internet permeté una difusió major de la seva feina. El reconeixement del beatmaker prové de la presència d'una part instrumental de la seva creació en una cançó coneguda, inclús si al final la part rítmica creada pel beatmaker és àmpliament modificada..

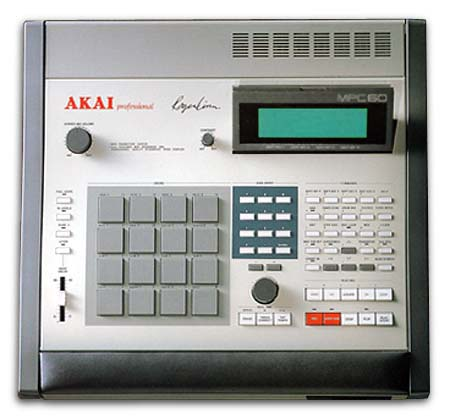
Akai MPC60

Alguns artistes que s'han fet un nom com a beatmaker són J Dilla, Mike Will Made It, Murda Beatz, WondaGurl, Dr. Dre, Timbaland, Hit-Boy, Diplo, Rvssian, Yoel Henriquez, Steve Lean, Alizzz i Enry-K. En el mercat nord-americà aquesta professió és àmpliament reconeguda. L'èxit d'un beatmaker transforma de vegades la seva carrera i es converteix en productor musical, participant en totes les etapes de la realització d'un disc.
Les fonts d'inspiració dels beatmakers són múltiples, del jazz, el soul i el blues fins a la música clàssica. Alguns començaren de discjòquei abans de passar a la creació de sons. Avui en dia, la tecnologia digital ha reemplaçat l'ús dels discos de vinil i els beatmarkers utilitzen l'ordinador amb programari específic com Ableton Live i altres dispositius com els derivats de l'Akai MPC.